# Clytus ruricola
Clytus ruricola är en skalbaggsart som först beskrevs av Olivier 1795.  Clytus ruricola ingår i släktet Clytus och familjen långhorningar. Inga underarter finns listade i Catalogue of Life.

## Bildgalleri

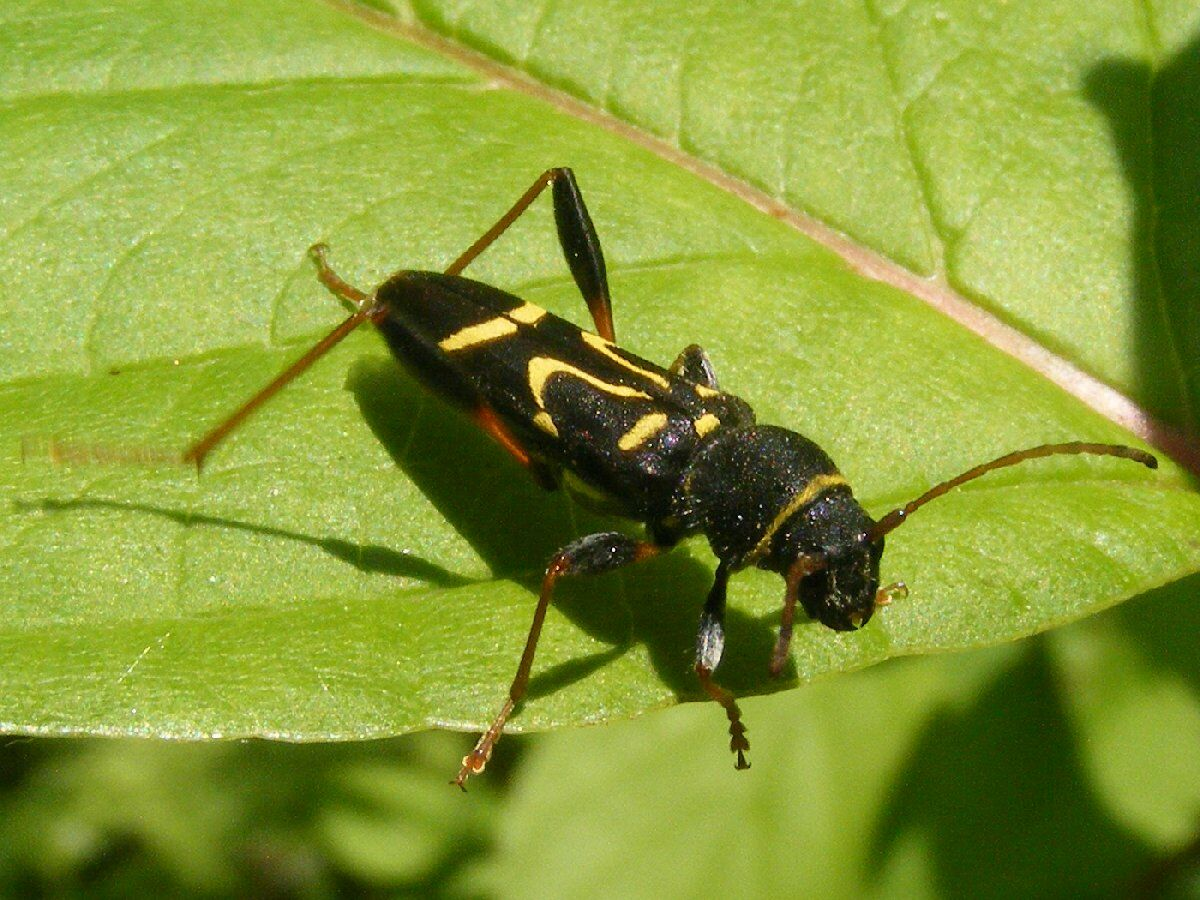
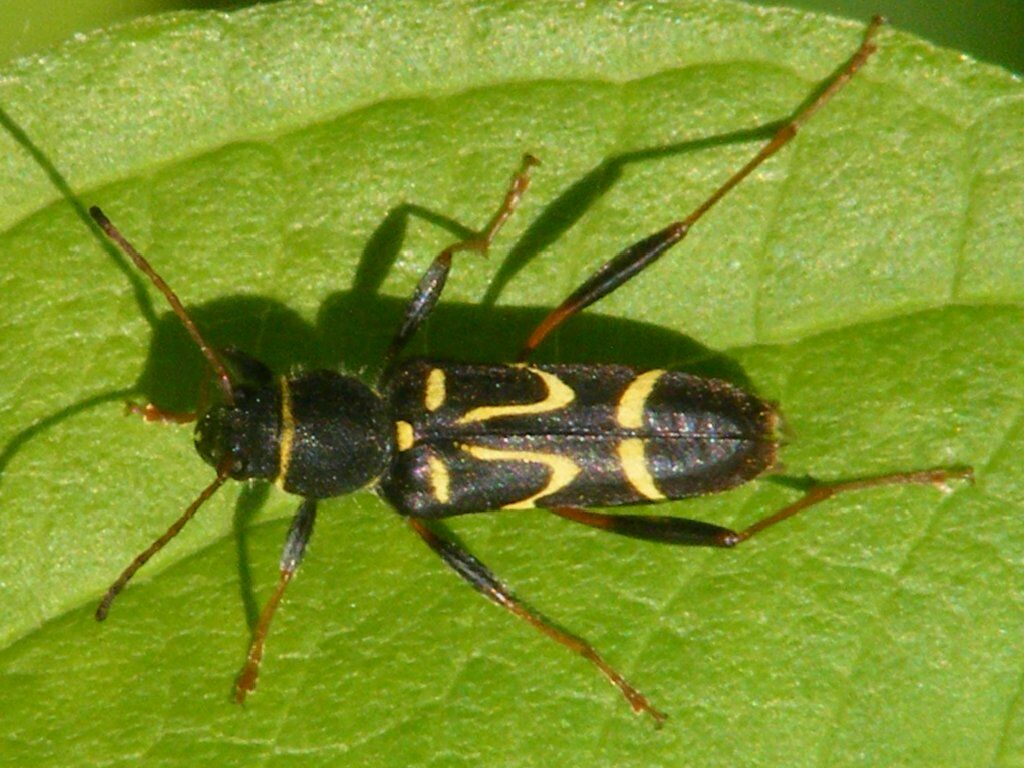
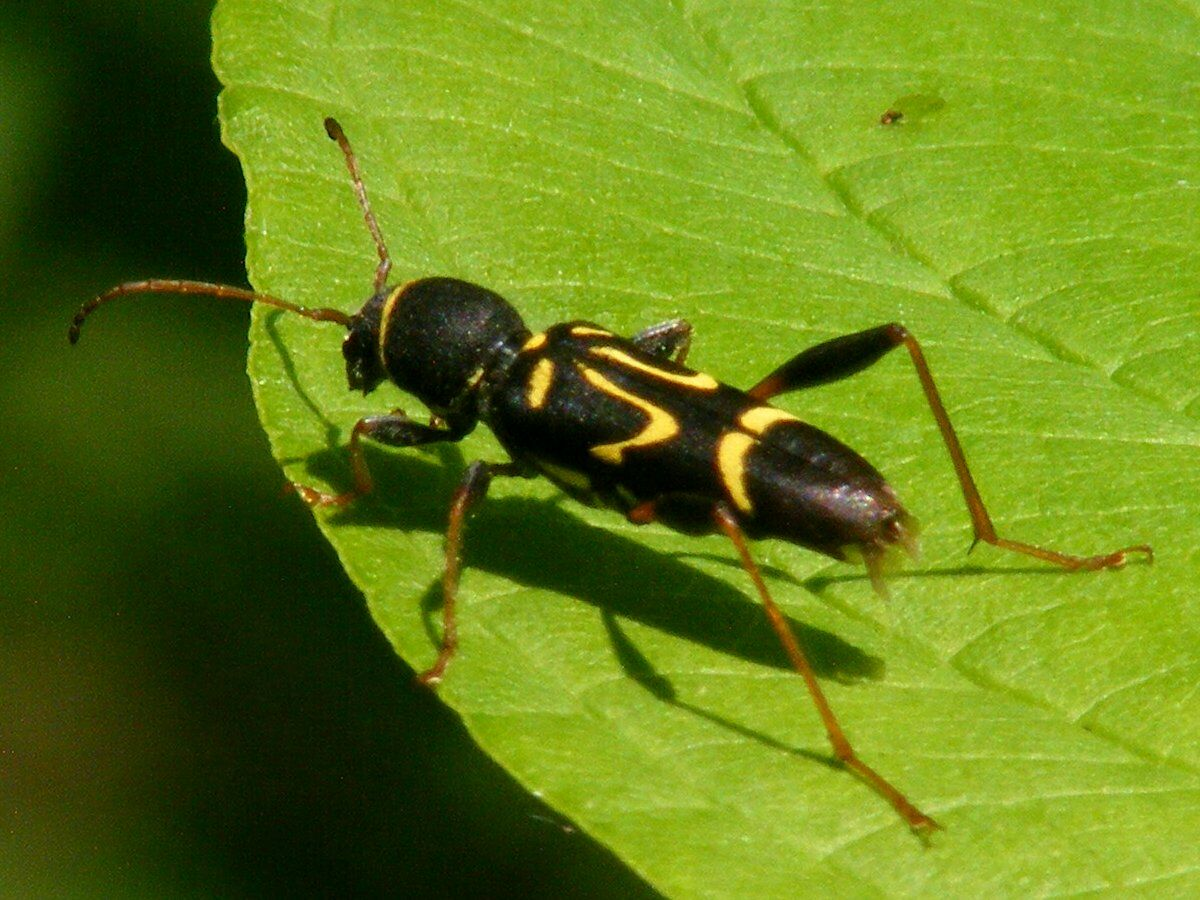
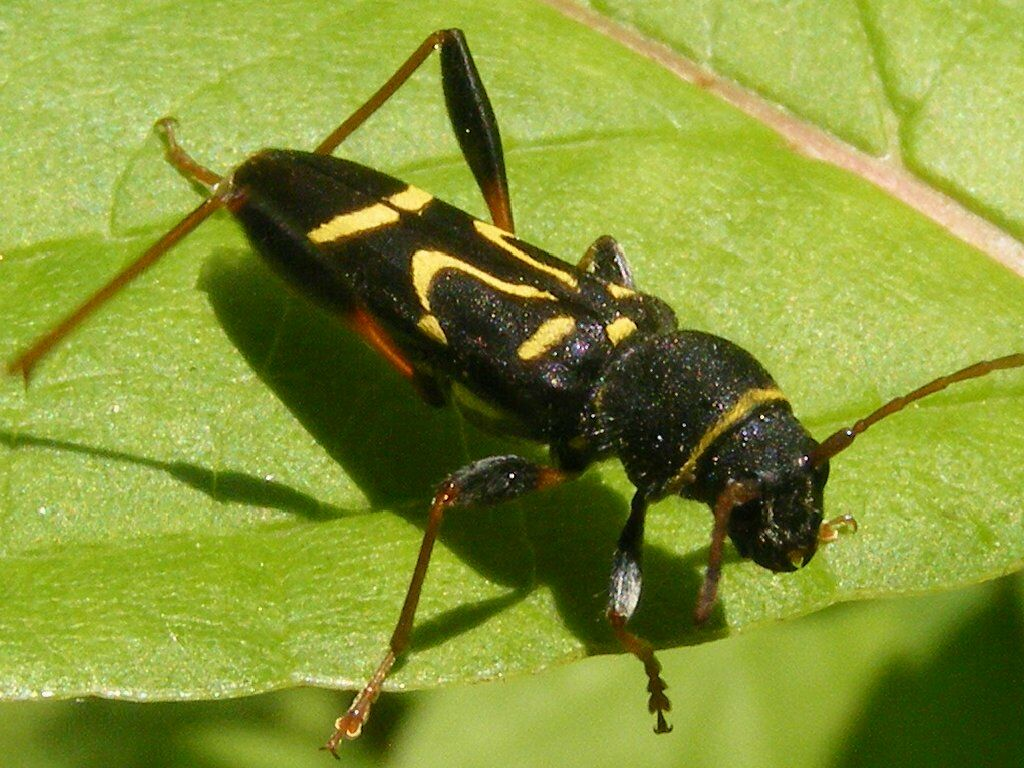
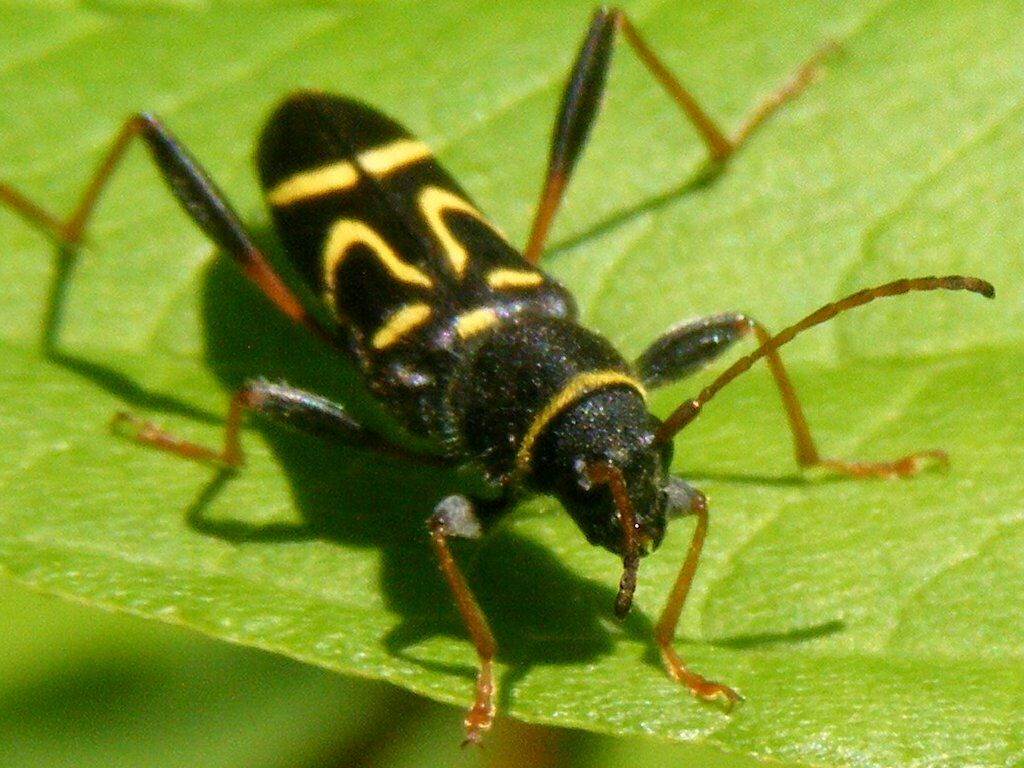
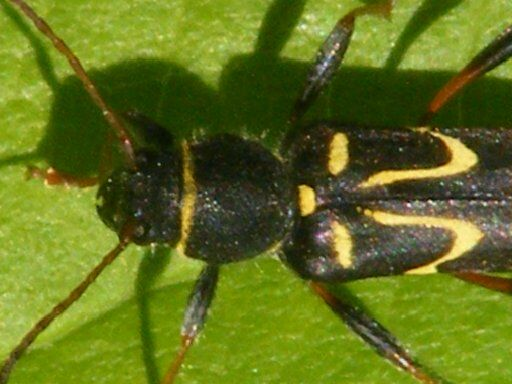